# قائمة شوارع وميادين القاهرة القديمة

## الشوارع
| الاسم                                              | صورة | الدولة/العصر    | ملاحظات |
| -------------------------------------------------- | ---- | --------------- | --- |
| شارع المعز لدين الله الفاطمي                       |      |                 | هو شارع يمثل قلب مدينة القاهرة القديمة، يمتد من باب القتوح شمالاً حتى باب زويلة، وامتد الشارع خارج أسوار القاهرة الفاطمية من أول الحسينية شمالاً خارج باب الفتوح وحتى المشهد النفيسي جنوباً خارج باب زويلة. ويتقاطع شارع المعز عرضياً مع شارع جوهر القائد وشارع الأزهر. |
| الجمالية                                           |      |                 | نسبة إلى أمير الجيوش بدر الدين الجمالي أو إلى جمال الدين الاستادار ومدرسته المعرفه.:68 |
| شارع بين القصرين                                   |      | الدولة الفاطمية | هو الشارع الذي كان يقع بين القصر الشرقي الكبير الذي بني للخليفة المعز لدين الله والقصر الغربي الصغير الذي بني للخليفة العزيز بالله ابن المعز.:30:20 |
| شارع الأزهر                                        |      | الدولة الفاطمية | هو الشارع الممتد حالياً من ميدان العتبة إلى مشارف منطقة هضبة الدراسة.:47:55 |
| بين الصورين                                        |      |                 | الاسم محرف من بين السورين حيث يقع الشارع بين سور القاهرة الذي بناه بدر الدين الجمالي وسور القاهرة الذي بناه صلاح الدين الأيوبي.:30 |
| الحسينية                                           |      |                 | نسبة إلى جماعة الأشراف الحسينيين الذين قدموا من الحجاز ونزلوا بتلك المنطقة، وكان ذلك أيام الملك الكامل محمد ابن العادل، وقيل إنهم طائفة من الفواطم.:58:59:88 |
| الخرنفش                                            |      |                 | كان في العصر الفاطمي ميدان بجوار القصر الغربي والبستان الكافوري، فلما زالت الدولة الفاطمية اختط الناس خططاً. يرجع الاسم إلى أن الخليفة الفاطمي المعز لدين الله بنى بهذا الميدان اصطبلات وطواحين وحمامات فكانت ترمي به مخلفات الحمامات وتسمى الخرشنف وهي مادة تتحجر من وقود تسخين مياه الحمامات القديمة وكانت تستعمل مع الجير مونة للبناء، ثم حرف الاسم وأصبح الخرنفش.:58:59:62:29:33 |
| الريحانية                                          |      |                 | نسبة إلى جماعة من أحفاد الأشراف الحسينيين الذين سكنوا حارة الحسينية، ولما استوطنها بهاء الدين قراقوش عرفت باسمه.:58:59:65 |
| أمير الجيوش                                        |      |                 | نسبة إلى أمير الجيوش الوزير بدر الدين الجمالي.:71 |
| برجوان                                             |      |                 | نسبة إلى برجوان الخادم، كان خادماً في قصر العزيز بالله فلما توفي وكان ابنه الحاكم صغيراً قام بأمور الدولة واتسع نفوذه وكثرت أمواله، فلما كبر الحاكم وتسلم الحكم قبض عليه وقتله.:63:52:82 |
| الصاغة                                             |      |                 | كانت مطبخاً للقصر الفاطمي الغربي يخرج إليه من باب الزهومة ثم عرفت المنطقة بسوق العداسين ثم مكان الأساكفة. ثم أصبحت تغص بحوانيت المشغولات الذهبية وصناع الحلي والأحجار الكريمة ويطلق عليها أيضا شارع الذهب.:58:59:149 |
| النحاسين                                           |      |                 | نسبة إلى باعة الأوعية النحاسية.:9:10 |
| الجودرية                                           |      |                 | نسبة إلى جودر خادم الخليفة عبيد الله المهدي، الذي قامت طائفته بسكن هذا الخط.:16:52 |
| المسطاح                                            |      |                 | بسبب استغلال الموقع كمسطاح لتخفيف الغلال.:30 |
| المحمودية المصامدة                                 |      |                 | نسبة إلى طائفة المحمودية التي قدمت إلى مصر أيام العزيز بالله.:53 |
| سويقة الصاحب سويقة الوزير يعقوب بن كلس دار الديباج |      |                 | نسبة إلى الصاحب صفي الدين عبد الله بن علي بن شكر الذي شغل منصب الوزارة في عهد الملك العادل، وكان الخط يعرف قبل ذلك بخط سويقة الوزير يعقوب بن كلس وهو من وزراء الدولة الفاطمية في بدايتها، وكان بهذا الخط منزله ولما تحولت الدار بعد موته إلى دار الديباج عرف الخط بهذا الاسم.:29:30                                                                                                 |
| زويلة                                              |      |                 | نسبى إلى قبيلة زويلة من قبائل البربر، وهي التي اختطها.:58:52 |
| اليانسية                                           |      |                 | نسبة إلى أبي الحسن يانس أو أبى الفتح يانس الذي بدأ حياته كخادم أرمني في البلاط الفاطمي وتدرج في المناصب حتى عين وزيراً في عهد الخليفة الحافظ لدين الله. كانت واقعة خارج باب زويلة ومدخلها تجاه جامع قجماس الاسحاقي المعروف بجامع أبو حريبة ولها مدخل آخر بشارع المغربلين.:80:83 |
| الغورية                                            |      |                 | سمي الحي بهذا الاسم نسبة إلى السلطان الغوري وكان يعرف قبل ذلك باسم سوق الشربين إذ كانت به حوانيت لصناعة الخلع التي ينعم بها السلطان على رجال الدولة في المواسم والأعياد.:107 |
| الخيامية                                           |      |                 | نسبة إلى صناع الخيم سواء للبدو الساكنين على حواف المدن أو خيم الاحتفالات والأسمطة التي كان يقيمها حاكم البلاد في المناسبات، أو خيم الجند.:9:10:33 |
| الفحامين                                           |      |                 | نسبة إلى تجار الفحم.:9:10 |
| الصنادقية                                          |      |                 | نسبة إلى باعة الصناديق الخشبية التي كانت تستخدم قديماً كدواليب للملابس.:9:10:33 |
| المغربلين                                          |      |                 | نسبة إلى مغربلي الحبوب بهدف تنظيفها من الشوائب باستخدام الغربال.:9:10 |
| الكحكيين                                           |      |                 | نسبة إلى باعة الكحك.:9:10 |
| السروجية                                           |      |                 | نسبة إلى صناع وتجار سروج وتجهيزات الخيول للفرسان.:32 |
| سوق السلاح                                         |      |                 | نسبة إلى السوق المخصصة لبيع القسي والنشاب والزرديات وغيرها من أسلحة الفرسان.:32 |
| السيوفية                                           |      |                 | نسبة إلى صناع وتجار السيوف.:32 |
| الحلمية                                            |      |                 | |
| الخليفة                                            |      |                 | |
| الأشرف                                             |      |                 | |
| الأشرفية                                           |      |                 | |
| الشوايين                                           |      |                 | |
| الدرب الأصفر                                       |      |                 | |
| التمبكشية                                          |      |                 | |
| العقادين                                           |      |                 | |
| المناخلية                                          |      |                 | |
| المنجدين                                           |      |                 | |
| السكرية                                            |      |                 | |
| الميمونية                                          |      |                 | |
| البرقية                                            |      |                 | نسبة إلى أهل برقة الذين استوطنوها فعرفت بهم.:82 |
| الشرابية                                           |      |                 | |
| الباطلية الباطنية                                  |      |                 | نسبة إلى قوم أتوا مع المعز، فلما قسم العطاء بين الناس لم يعطهم شيئاً، فقالوا رحنا نحن في الباطل فسموا الباطلية وحرف الاسم الآن إلى الباطنية.:53:26 |
| الكافوري                                           |      |                 | نسبة إلى بستان كافور الاخشيدي.:53 |
| قائد القواد درب ملوخية درب الشوك                   |      |                 | نسبة إلى حسين بن جوهر الصقلي القائد الملقب بقائد القواد، ثم نسبت إلى ملوخية أحد فراشي القصر، وتعرف اليوم باسم دب الشوك.:53:110 |
| العطوف                                             |      |                 | نسبة إلى الخادم عطوف أحد خدام القصر الفاطمي.:53 |
| الوزيرية                                           |      |                 | نسبة إلى الوزير يعقوب بن كلس.:53 |
| الروم الجوانية والبرانية                           |      |                 | كانت حارتين، الروم الجوانية بقرب باب النصر وتنسب إلى الأشراف الجوانيين، والروم البرانية.:52 |
| الأمراء                                            |      |                 | تقع بالقرب من باب الزهومة، وعرفت فيما بعد باسم درب شمس الدولة توران شاه بن أيوب شقيق السلطان صلاح الدين.:52:53 |
| الديلم                                             |      |                 | نسبة إلى الديلم وهم طائفة من الترك الذين أتوا برفقة فتكين الشرابي بن بويه الديلمي غلام المعز الذي تغلب على الشام وقاتل جوهر واستنصر بالقرامطة، ووقع في الأسر في عهد العزيز بالله، فجاء به إلى القاهرة وعامله بالحسنى وأنزله بهذه الخطة.:52:53 |
| الأمير فاروق الجيش حالياً                           |      |                 | |
| الخليج بورسعيد حالياً                               |      |                 | |
| الملحيين المنجلة                                   |      |                 | |
| السقايين                                           |      |                 | :82 |
| كتامة                                              |      |                 | نسبة إلى قبيلة كتامة أصل دولة الفواطم، نزلوا بها عندما قدموا من المغرب مع جوهر الصقلي.:83 |
| الصليبة                                            |      |                 | عرفت بهذا الاسم بسبب تلاقي أربع شوارع في تلك المنطقة مكونة شكل صليب تجاه سبيل أم عباس وهي شوارع الصليبة وشيخون والركيبة والسيوفية، ويقال لها أيضاً صليبة الجامع الطولوني بسبب قربها منه.:149 |
| تحت الربع                                          |      |                 | شاع تجاري يصل ميدان أحمد ماهر بشارع الدرب الأحمر عند باب زويلة وقصبة رضوان.:49 |
| قصبة الأمير رضوان بك الفقاري                       |      |                 | :203 |

## الميادين
| الاسم                           | صورة | الدولة/العصر | الوصف |
| ------------------------------- | ---- | ------------ | ----- |
| ميدان الرميلة وميدان تحت القلعة |      |              | :7    |
| ميدان القبق                     |      |              | :61   |
| الميدان الناصري على النيل       |      |              | :73   |
| ميدان المهارى                   |      |              | :83   |
| الميدان الصالحي                 |      |              | :87   |
| الميدان الظاهري                 |      |              | :89   |
| ميدان بركة الفيل                |      |              | :91   |
| ميدان الملك العزيز              |      |              | :93   |
| ميدان قراقوش                    |      |              | :94   |
| ميدان القرافة                   |      |              | :94   |